# Bethlehem (Pensilvânia)
Bethlehem é uma cidade localizada no estado norte-americano de Pensilvânia, no Condado de Lehigh e Condado de Northampton. A cidade foi fundada em 1741.

## Demografia
Segundo o censo norte-americano de 2000, a sua população era de 71.329 habitantes. 
Em 2006, foi estimada uma população de 72.704, um aumento de 1375 (1.9%).

## Geografia
De acordo com o United States Census Bureau tem uma área de 
50,3 km², dos quais 49,9 km² cobertos por terra e 0,4 km² cobertos por água.

## Localidades na vizinhança
O diagrama seguinte representa as localidades num raio de 8 km ao redor de Bethlehem. 